# Anolis santamartae
Anolis santamartae este o specie de șopârle din genul Anolis, familia Polychrotidae, descrisă de Williams în anul 1982. Conform Catalogue of Life specia Anolis santamartae nu are subspecii cunoscute.